# KF Skënderbeu Korçë
Maillots
Actualités
Le KF Skënderbeu Korçë est un club albanais de football basé à Korçë.

## Historique
- 1909 : fondation du club sous le nom Vllazëria Korçë par le poète et homme politique Hilë Mosi
- 1925 : changement de nom du club en Skënderbeu Korçë, en hommage au héros national Skanderbeg
- 1930 : 1re participation à la 1re division
- 1933 : 1er titre de champion d'Albanie
- 2011 : 2e titre de champion d'Albanie et 1re participation aux phases qualificatives de Ligue des champions
- 2015 : 1re participation aux phases de groupe de la Ligue Europa

Le KF Skënderbeu Korçë remporte son septième titre de champion en 2016 mais se voit retirer le titre par la Fédération en 2017 pour une affaire de matchs truqués, et est interdit de participer aux compétitions de l'UEFA lors de la saison 2016/17.
L'UEFA annonce en février 2018 qu'elle enquête sur l'implication du club dans une affaire de trucage de matches ; le club est sous la menace d'une suspension de 10 ans de toute compétition européenne par l'UEFA du fait que plusieurs matchs amicaux, de championnat et de Coupe d'Europe soient suspectés de trucage de la part du club. L'UEFA confirme cette décision le 21 mars,.

## Bilan sportif

### Palmarès
- Championnat d'Albanie (7) :
  - Champion : 1933, 2011, 2012, 2013, 2014, 2015, 2018
  - Vice-champion : 1930, 1934 et 1977

- Coupe d'Albanie (1) :
  - Vainqueur : 2018
  - Finaliste : 1958, 1965, 1976, 2012 et 2021

- Supercoupe d'Albanie (3) :
  - Vainqueur : 2013, 2014 et 2018
  - Finaliste : 2011, 2012, 2015 et 2016

- Championnat d'Albanie de deuxième division (4) :
  - Champion : 1976, 2005, 2007 et 2023
  - Vice-champion : 1979, 1982, 1986, 1995, 2009

### Bilan européen
Note : dans les résultats ci-dessous, le score du club est toujours donné en premier
| Saison    | Compétition         | Tour             | Club                 | Domicile | Extérieur | Total             |
| --------- | ------------------- | ---------------- | -------------------- | -------- | --------- | ----------------- |
| 2011-2012 | Ligue des champions | Deuxième tour Q  | APOEL Nicosie        | 0 - 2    | 0 - 4     | 0 - 6             |
| 2012-2013 | Ligue des champions | Deuxième tour Q  | Debrecen VSC         | 1 - 0    | 0 - 3     | 1 - 3             |
| 2013-2014 | Ligue des champions | Deuxième tour Q  | Neftchi Bakou        | 1 - 0 ap | 0 - 0     | 1 - 0             |
| 2013-2014 | Ligue des champions | Troisième tour Q | Chakhtior Karagandy  | 3 - 2    | 0 - 3     | 3 - 5             |
| 2013-2014 | Ligue Europa        | Barrages Q       | Tchornomorets Odessa | 1 - 0 ap | 0 - 1     | 1 - 1 (6 - 7 tab) |
| 2014-2015 | Ligue des champions | Deuxième tour Q  | BATE Borisov         | 1 - 1    | 0 - 0     | 1 - 1E            |
| 2015-2016 | Ligue des champions | Deuxième tour Q  | Crusaders FC         | 4 - 1    | 2 - 3     | 6 - 4             |
| 2015-2016 | Ligue des champions | Troisième tour Q | Milsami Orhei        | 2 - 0    | 2 - 0     | 4 - 0             |
| 2015-2016 | Ligue des champions | Barrages Q       | Dinamo Zagreb        | 1 - 2    | 1 - 4     | 2 - 6             |
| 2015-2016 | Ligue Europa        | Groupe H         | Beşiktaş JK          | 0 - 1    | 0 - 2     | Quatrième         |
| 2015-2016 | Ligue Europa        | Groupe H         | Lokomotiv Moscou     | 0 - 3    | 0 - 2     | Quatrième         |
| 2015-2016 | Ligue Europa        | Groupe H         | Sporting Portugal    | 3 - 0    | 1 - 5     | Quatrième         |
| 2017-2018 | Ligue Europa        | Premier tour Q   | UE Sant Julià        | 1 - 0    | 5 - 0     | 6 - 0             |
| 2017-2018 | Ligue Europa        | Deuxième tour Q  | Kaïrat Almaty        | 2 - 0    | 1 - 1     | 3 - 1             |
| 2017-2018 | Ligue Europa        | Troisième tour Q | FK Mladá Boleslav    | 2 - 1 ap | 1 - 2     | 3 - 3 (2 - 1 tab) |
| 2017-2018 | Ligue Europa        | Barrages Q       | Dinamo Zagreb        | 0 - 0    | 1 - 1     | 1 - 1E            |
| 2017-2018 | Ligue Europa        | Groupe B         | Dynamo Kiev          | 3 - 2    | 1 - 3     | Quatrième         |
| 2017-2018 | Ligue Europa        | Groupe B         | Partizan Belgrade    | 0 - 0    | 0 - 2     | Quatrième         |
| 2017-2018 | Ligue Europa        | Groupe B         | BSC Young Boys       | 1 - 1    | 1 - 2     | Quatrième         |

Légende
- Victoire ou qualification pour le tour suivant
- Match nul
- Défaite ou élimination de la compétition

## Stade Skënderbeu
L'équipe joue actuellement dans le Stade Skënderbeu qui contient 12 000 places.

Ancien logo